# Александрит
Александритът е рядък вариант на хризоберила. В природата се среща много рядко и само на три места в света. Получил е името си в чест на руския цар Александър II, тъй като е открит в Урал през 1834 година в деня на неговото пълнолетие.
Александритът е известен с това, че променя цвета си в зависимост от осветлението: през деня неговата цветова гама варира от тъмносиньо до изумруднозелено, а на изкуствена светлина става пурпурночервен. Това уникално явление, заедно с рядкостта на камъка се дължи на наличието на примеси на хром и ванадий, на които са необходими изключително сложни и екстремни геоложки процеси, за да се съединят помежду си. Според една от многочислените легенди за него, през деня александритът се превръщал в изумруд, а през нощта – в пурпурен аметист. Дълго време александритът се добива само в Русия, но по-късно са открити находища в Бразилия и Мадагаскар.